# 1952 NBA Draft
1952 NBA Draft – szósty draft NBA odbył się w 1952 r. Składał się z 10 rund oraz jednego wyboru regionalnego, w którym wybrany został Bill Mlkvy. W drafcie wybrany został późniejszy członek Basketball Hall of Fame – Clyde Lovellette.

## Legenda
Pogrubiona czcionka – wybór do All-NBA Team.
|  | - występ w NBA All-Star Game. |

Gwiazdka (*) – członkowie Basketball Hall of Fame.

## Runda pierwsza
| nr. | Zawodnik          | Drużyna NBA            | College           |
| --- | ----------------- | ---------------------- | ----------------- |
| 1   | Mark Workman      | Milwaukee Hawks        | West Virginia     |
| 2   | Jim Baechtold     | Baltimore Bullets      | Eastern Kentucky  |
| 3   | Dick Groat        | Fort Wayne Pistons     | Duke              |
| 4   | Joe Dean          | Indianapolis Olympians | Louisiana State   |
| 5   | Ralph Polson      | New York Knicks        | Whitworth College |
| 6   | Bob Stauffer      | Boston Celtics         | Missouri          |
| 7   | Bob Lochmueller   | Syracuse Nationals     | Louisville        |
| 8   | Chuck Darling     | Rochester Royals       | Iowa              |
| 9   | Clyde Lovellette* | Minneapolis Lakers     | Kansas            |

## Ważniejsi gracze wybrani w dalszych rundach
| nr. | Zawodnik     | Drużyna NBA           | College           |
| --- | ------------ | --------------------- | ----------------- |
|     | Walt Davis   | Philadelphia Warriors | Texas A&M         |
|     | Gene Conley  | Boston Celtics        | George Washington |
|     | Don Meineke  | Fort Wayne Pistons    | Dayton            |
|     | Jack McMahon | Rochester Royals      | St. John’s        |